# なっちゃんPEAK
なっちゃんPEAK（なっちゃんぴーく）は、神奈川県出身のテクノユニットである。漢字では捺子頂上。
2001年10月結成、2005年10月avex tuneよりメジャーデビュー、2006年9月解散。

## プロフィール
洗足学園大学音楽学部（現・洗足学園音楽大学）のシンセサイザー科（当時）で出会った2人が結成。ユニット名のうち「なっちゃん」は当時レッスンを担当していた講師の子供の名前に由来している。当初は学内中心に活動していたが、のちにぴあが主催したオーディション『PIA Music Dream』において、2003年第3期ユーザー投票1位を獲得している。デビュー以前のコンセプトは「のれる」「楽しい」「キャッチー」だった。2005年8月になってmixiでのプロモーションを経て10月にavex tuneよりデビュー。「一生、思春期、継続」をキャッチコピーにシングル2枚とアルバム1枚を出したが、デビューから1年後の2006年9月末で解散。自宅のパソコンでミックスまで終えるスタイルで作られる楽曲に意味を超越しかけた歌詞が組み合わされるのが特徴で、代表曲は「クラフト理論」「チャイナビート」。

## メンバー
なっちゃん（宮野彩絵）
石川県出身。歌、作詞、編曲担当。
PEAK（柳健太郎）
群馬県出身。作詞、作曲、編曲、プログラミング、シンセサイザー担当。石坂健太郎名義でも活動。解散後はHAL研究所に所属し、ゲーム音楽の編曲を担当していたことが確認されている。

## ディスコグラフィー

### シングル
1. How do you do?（2005年10月5日）AVCT-30108
「クラフト理論」「HONEY'S DATE」「ビブラート」と編曲違い2曲を収録。「HONEY'S DATE」はWEBシネマ「僕と彼女の×××」の主題歌
2. Shall we dance?（2005年12月21日）AVCT-30116
「チャイナビート」「テレビジョン」「スライド飛行」に編曲違い4曲を収録。

### アルバム
1. 捺子頂上（2006年6月28日）AVCT-10160
  1. チャイナビート
  2. クラフト理論
  3. I can fly
  4. テレビジョン
  5. ビブラート
  6. That is right!
  7. なっちゃんPEAKスランプ中
  8. HONEY'S DATE
  9. フライングニュース
  10. 星の砂
  11. チェリー（初回版のみ）
  12. アルファ旅行（初回版のみ）

### その他
- 大乱闘スマッシュブラザーズX - PEAKが編曲で参加（石坂健太郎名義）[2]